# Костел Божої Матері (Шибалин)
Костел Божої Матері у селі Шибалин.
У 1899-1900 роках в Шибалині було споруджено філіальну каплицю. 
Під час Першої Світової війни вона зазнала спустошення та була повністю зруйнована австрійсько-угорськими солдатами.
Сучасний мурований храм постав вже після війни завдяки зусиллям настоятеля парафії о. Броніслава Лімановського.
Чисельність вірян складала майже шість з половиною сотень осіб.
Земельну ділянку під його будівництво освятили 19 квітня 1925 року, а наріжний камінь заклали та освятили 21 червня цього ж року.
Освячення новозбудованого храму відбулось 30 вересня 1928 року.

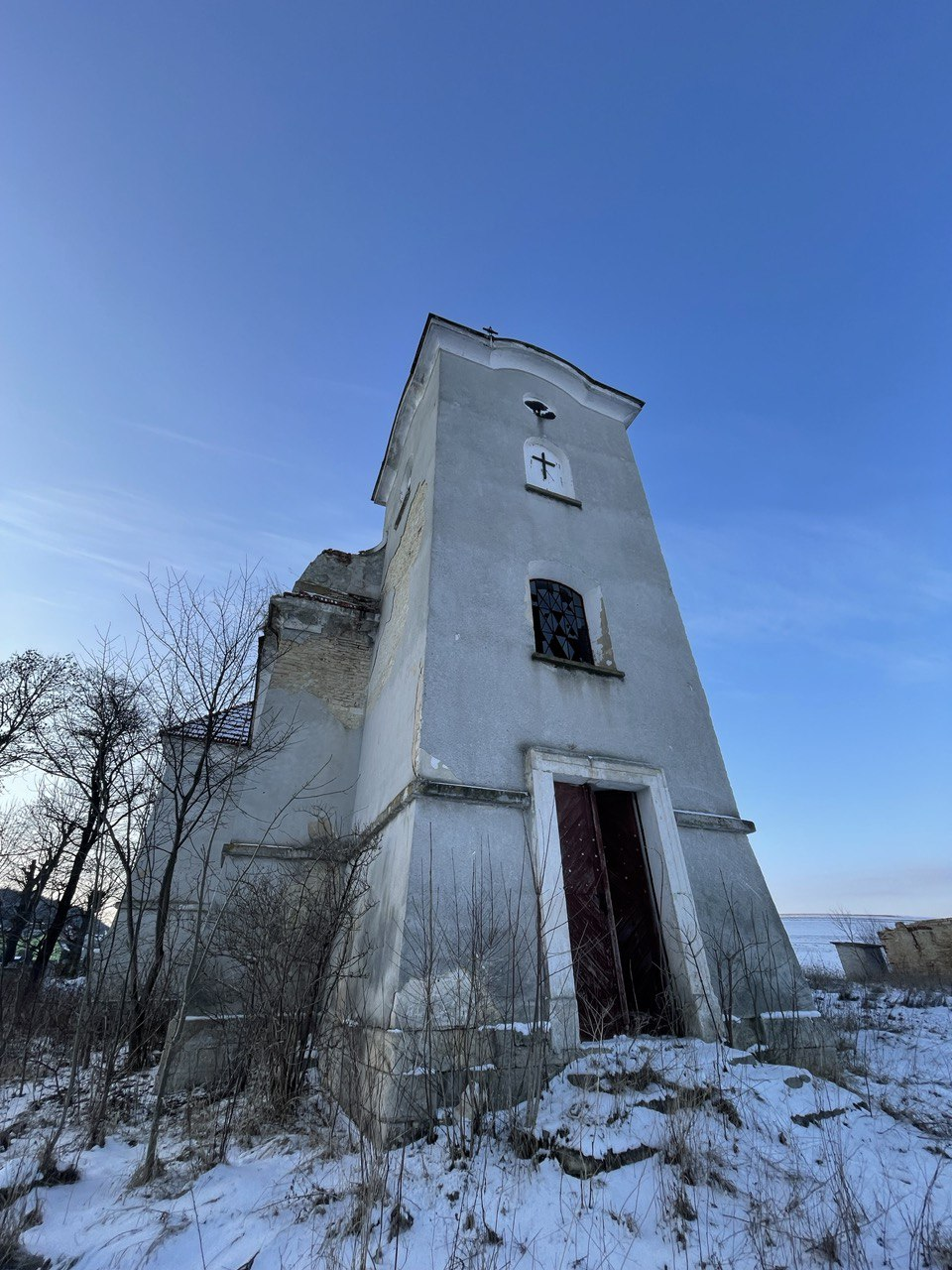
сфотографовано 24 Січня 2022

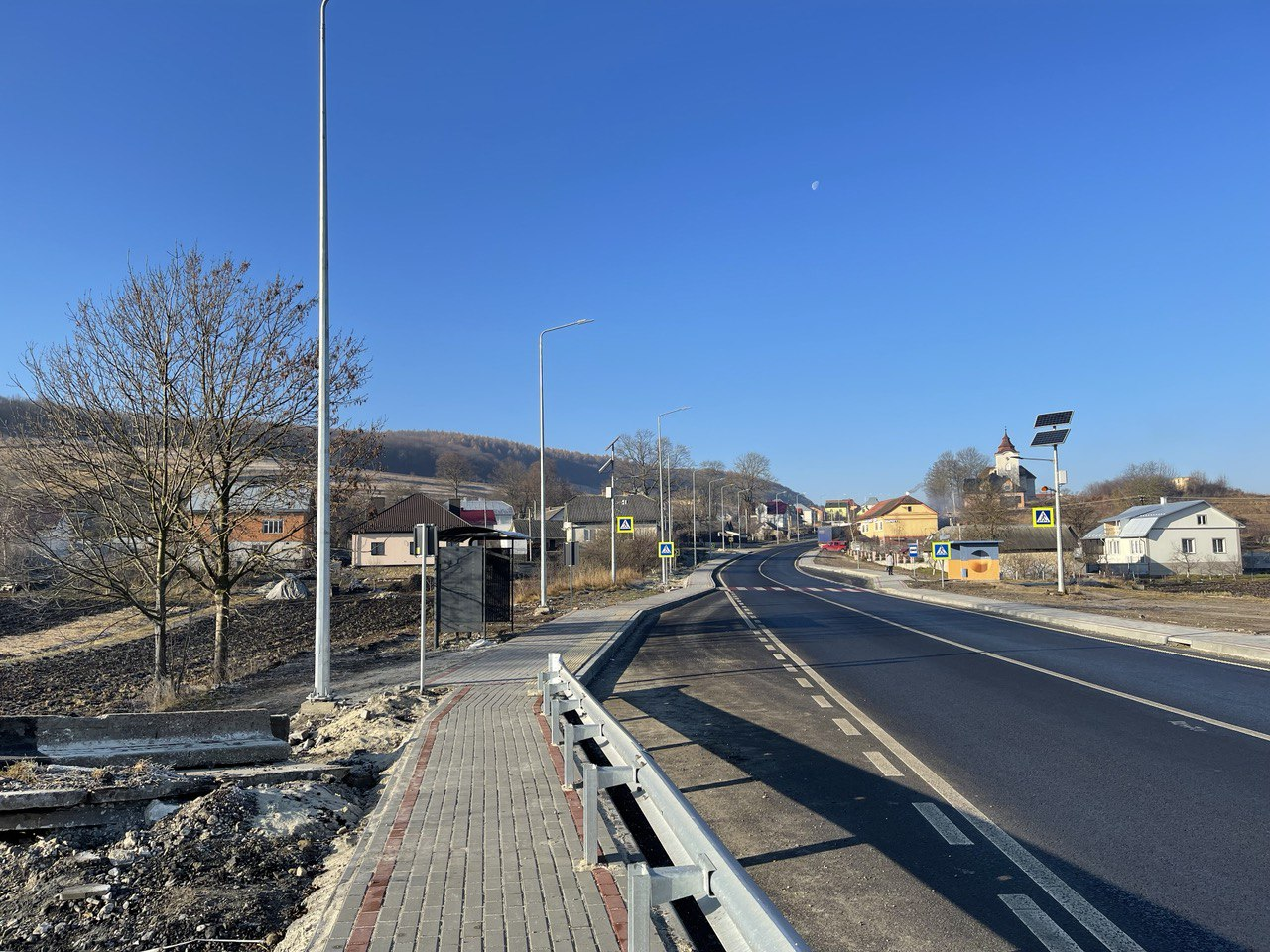
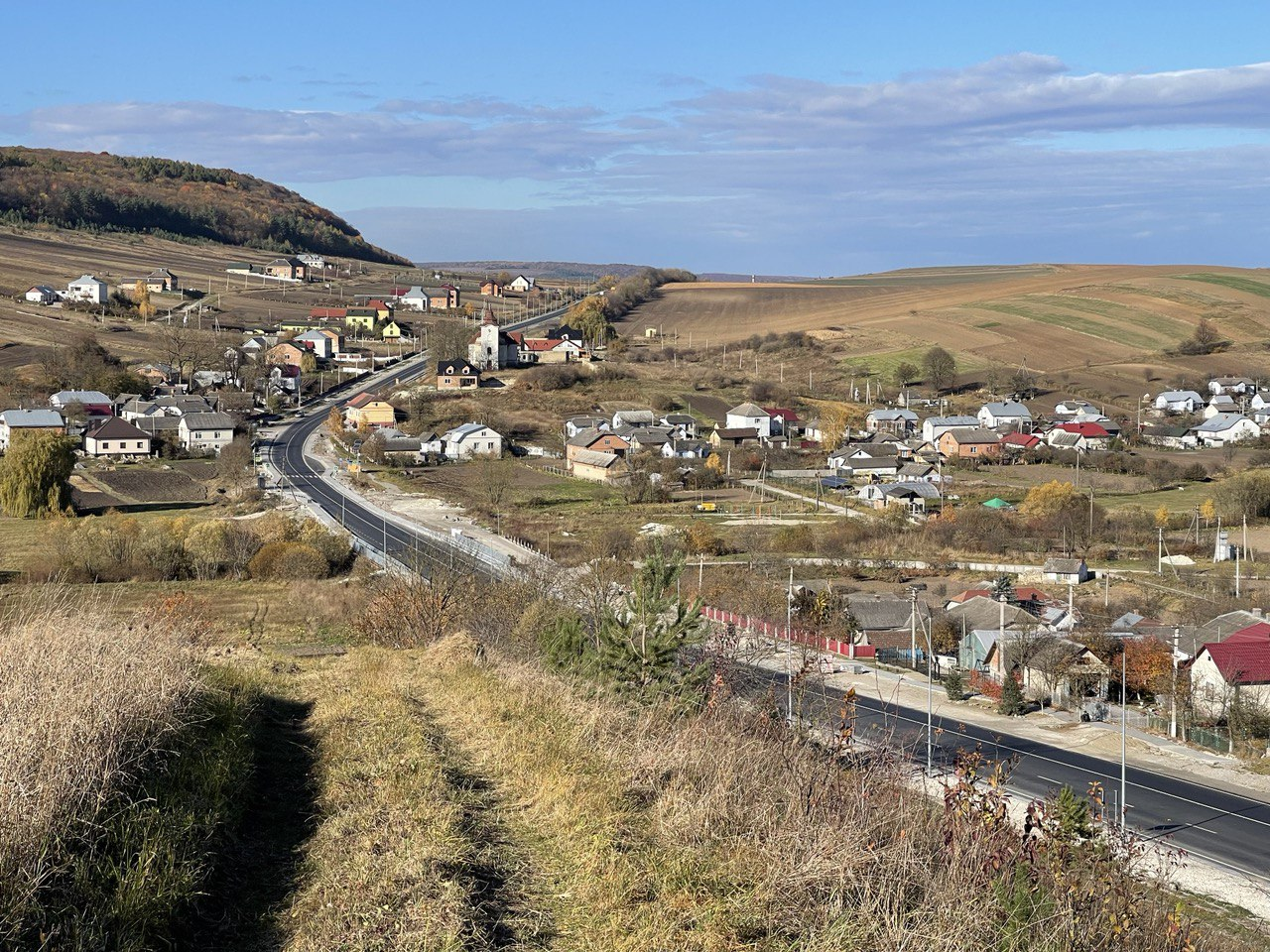
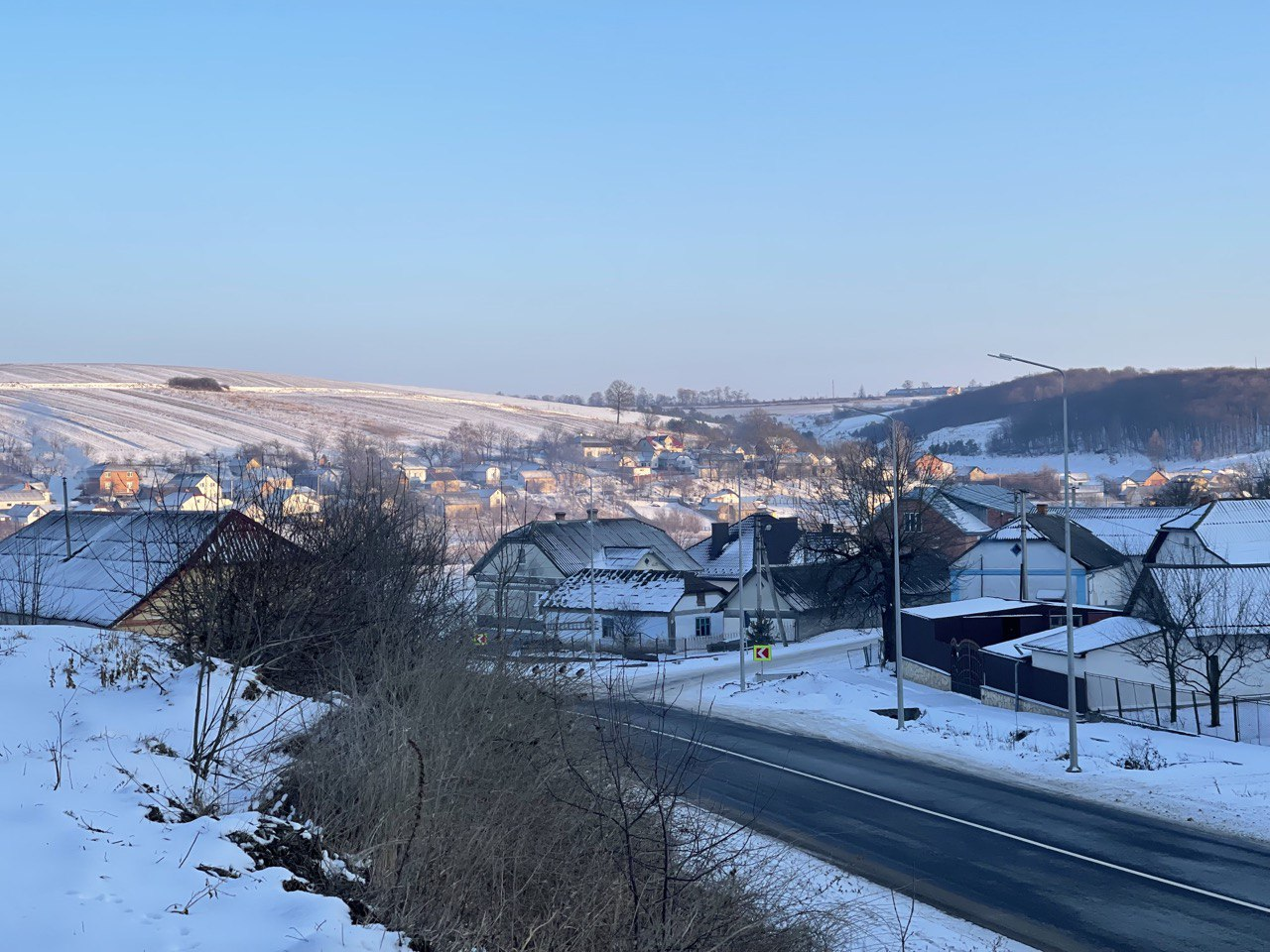